# Estadio Eduard Streltsov
El Estadio Eduard Streltsov (en ruso: Стадион имени Эдуарда Стрельцова), también conocido simplemente como Estadio Torpedo (en ruso: стадион Торпедо), es un estadio multiusos de Moscú, la capital de Rusia. El estadio tiene una capacidad para 13 450 espectadores, fue inaugurado el 7 de septiembre de 1960 y sirve, casi en su totalidad, para la práctica del fútbol. En el estadio disputan sus partidos como local el FC Torpedo Moscú. El estadio debe su nombre a Eduard Streltsov, un histórico futbolista que jugó toda su carrera en el Torpedo.

## Historia

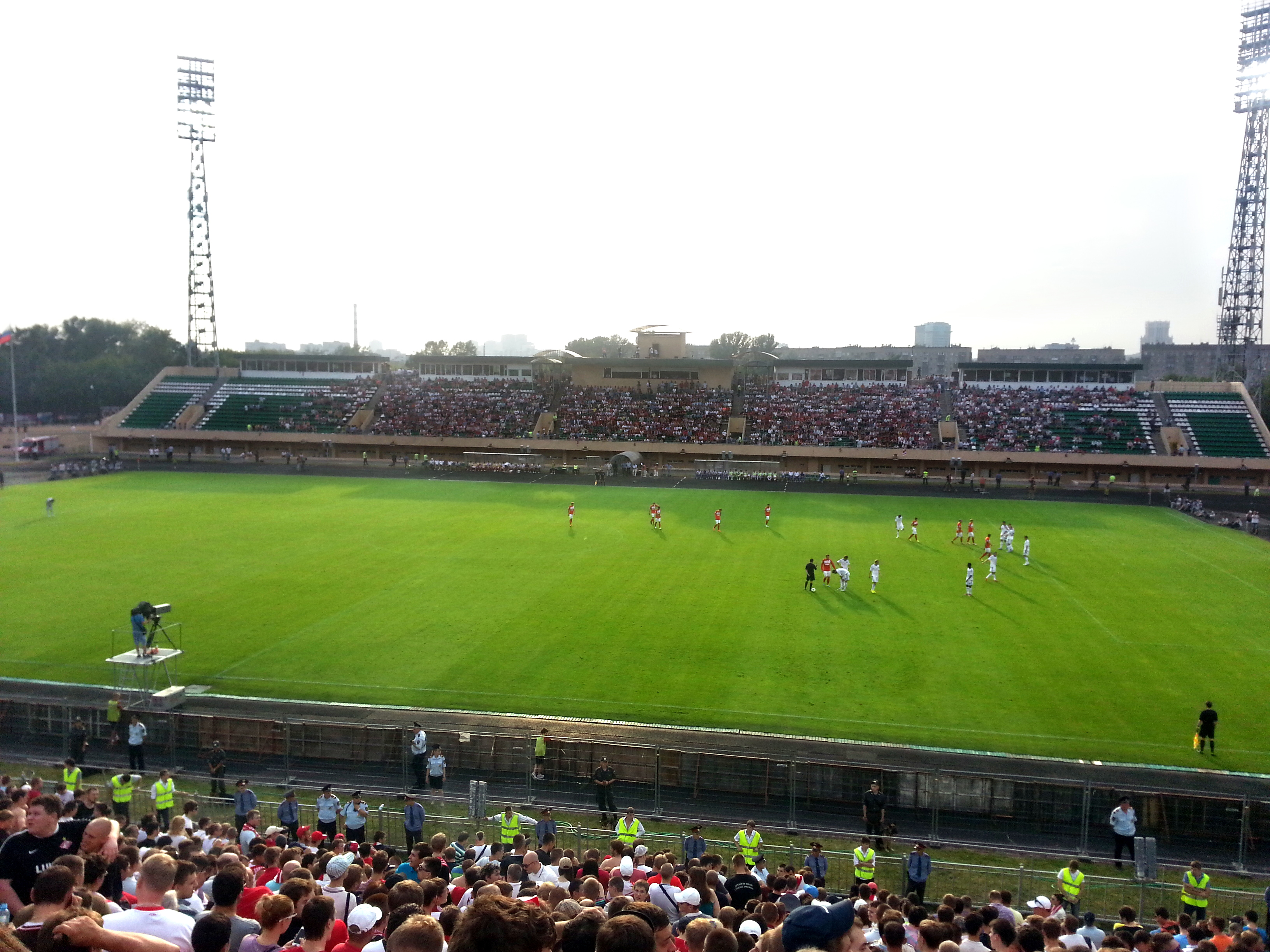

El estadio fue construido en 1959. Tenía instalaciones muy modestas en ese momento y se utilizó como campo de entrenamiento para el equipo de fútbol de la planta Likhachev. El primer partido oficial en el estadio tuvo lugar el 15 de abril de 1977 como parte del Campeonato de la URSS entre el Torpedo y el Chernomorets Odessa. La capacidad se amplió a 16 000 y se instaló un sistema de calefacción subterránea, el primero en Rusia.
El 22 de mayo de 2019 se anunciaron los planes para la reconstrucción del estadio. El estudio de arquitectos francés Michel Remon & Associes recibió la adjudicación del proyecto. Las obras empezarán el segundo cuatrimestre de 2020 y el estadio contará con una capacidad de 15 000 espectadores sentados, un aparcamiento para 780 plazas y todos los requisitos de la UEFA. La fachada estará decorada con un emblema tridimensional del club e imágenes de jugadores históricos del club.